# Jeton Kelmendi
Jeton Kelmendi (* 27. listopadu 1978 Peć, SFR Jugoslávie) je albánský básník, publicista, překladatel, vydavatel a univerzitní profesor.

## Životopis

### Mládí a vzdělání
Narodil se roku 1978 ve městě Peć v SAO Kosovo v Jugoslávii, kde dokončil i základní školu. Později pokračoval ve studiu na Prištinské univerzitě a získal titul bakaláře umění v masové komunikaci. Absolvoval postgraduální studium na Svobodné univerzitě v Bruselu se specializací na mezinárodní a bezpečnostní studia. Vystudoval druhý diplom v oboru diplomacie a byl mu udělen doktorský titul spojený s dílem Vliv médií v otázkách politické bezpečnosti EU. Je profesorem na AAB University College a aktivním členem Evropské akademie věd a umění v rakouském Salcburku. Po mnoho let psal poezii, prózu, eseje a povídky. Pravidelně přispívá do mnoha novin v Albánii i v zahraničí, píše o mnoha kulturních a politických tématech, zejména o mezinárodních záležitostech.

## Dílo

### Literární dílo
Jeton Kelmendi se stal v Kosovu známým po vydání své první knihy nazvané Století slibů (Shekulli i Premtimeve), vydané v roce 1999. Později vydal řadu dalších knih. Jeho básně jsou přeloženy do více než dvaceti sedmi jazyků a publikovány v několika mezinárodních literárních antologiích. Je to nejvíce překládaný albánský básník, známý v Evropě.[zdroj?] Podle řady literárních kritiků je Kelmendi skutečným představitelem moderní albánské poezie. Mezinárodní kritici a básníci o něm napsali mnoho článků[zdroj?] a považovali ho za velkého evropského básníka. Je členem mnoha mezinárodních básnických klubů a přispívá do mnoha literárních a kulturních časopisů, zejména v angličtině, francouzštině a rumunštině. Moudrost jeho práce v oblasti literatury je založena na pozornosti, kterou věnuje poetickému vyjádření, modernímu zkoumání textu a hloubce poselství. Jeho žánr je zaměřen spíše na milostné texty a eliptický verš propojený s metaforami a uměleckou symbolikou. V současné době žije a pracuje v Bruselu v Belgii a v kosovské Prištině. 

### Publikovaná díla
- Sliby století (Shekulli i Premtimeve), 1999, poezie [3]
- Beyond Silence (Përtej Heshtjes), 2002, poezie
- Je-li odpoledne (Në qoftë mesditë), 2004, poezie
- Otče, promiň mi (Më fal pak Atdhe), 2005, poezie
- Kam směřují příjezdy (Ku shkojnë ardhjet), 2007, poezie,
- Přišli jste po stopách větru (Erdhe për gjurmë të erës), 2008, poezie
- Čas, kdy má čas (Koha kurë të ketë kohë), 2009, poezie [4]
- Putovní myšlenky (Rrugëtimi i mendimeve), 2010, poezie [5]
- Křest ducha (Pagezimi I shpirtit), 2012, poezie
- Já nazývám zapomenuté věci (Thërras gjërat e harruara), 2013, poezie

### Publikované hry
- Paní Word („Zonja Fjalë), 2007, drama [6]
- Hra a protihra (Lojë dhe kundër lojë), drama

### Politická věda
- Mise EU v Kosovu po její nezávislosti, 2010 USA.
- Špatné časy pro poznání, 2011, Priština Kosovo.
- Mise NATO-EU, družstevní nebo konkurenční, 2012, Tirana Albania.
- Vliv médií v bezpečnostní politice v EU, 2016, Brusel, Belgie.

### Díla publikovaná v cizím jazyce
- „Ce mult s-au rărit scrisorile (Sa fortë janë rralluar letrat); publikováno v rumunském jazyce.
- „Dýchání (Frymëmarrje); publikováno v Indii
- Dame parol, drama; publikováno ve francouzštině
- „Comme Le Commencement est Silencieux (Při zahájení ticha), poezie; Paříž, Francie [7] [8][9]
- „Που πανε οι ερχομοι (Kam jdeš ), poezie v řečtině; Řecko
- „Wie wollen (Si me dashtë ), poezie; Německo
- Frau Wort (Miss Word), drama Germany [10]
- Palavra Evitou o Silêncio (Slova zazní ticho), 2009, Brazílie
- Nasil sevmeli (Si me dashtë), poezie Turecko
- На верхів’ї часу (V zvětšování času), poezie Ukrajina [11]
- Jak se dostat k poezii v USA
- В зените времени истлевшего (A na vrcholu času pryč), poezie Rusko
- 34 首 封面 (34 poemus) poezie Čína [12]
- „فواصل للحذف (eliptické tečky), poezie v Egyptě [13][14]
- Pensamientos del Alma (Myšlenky ducha), poezie Španělsko 2014
- Xewnên di dîwêr de (Jak milovat), poezie Kudristan-Turecko 2015
- Cómo Llegar A Ti Mismo (Jak milovat), poezie Argentina 2015
- Com Retrobar-Se (Jak milovat), poezie Katalánsko 2015
- Odlet prescurtarea (zkrácení vzdáleností), poezie Rumunsko, 2016
- Rănile cuvântului (Plagët e fjalës), poezie Moldavsko 2018
- 思想 狩獵 愛 (Thoughts Hunt the Loves), poezie Tchaj-wan 2018.
- Wybrane wiersze (Vybrané básně), poezie v polštině, Polsko 2018.
- Düsünceye götüren misralar (Jak to vědět), Turkish Turkey 2018.
- Дивља ћутања (Divoké ticho), Srbština, Srbsko Bělehrad 2018.
- Daba Ljubavi (Jíst lásky), Černá Hora, Černá Hora Podgorica 2018.
- Cудбински простор (Osudový vesmír), poezie, Makedonie 2018.
- Tra realtà e sogno (Mezi realitou a sny), Itálie 2019.
- Čas ljubezni (Love momenty) Sl 2020.

## Mezinárodní členství
- Člen Akademie věd a umění Evropy, Salcburk, Rakousko.
- Člen Světové akademie umění a kultury, Kalifornie, USA.
- Člen Asociace profesionálních novinářů Evropy, Brusel, Belgie.
- Člen Akademie věd, umění a literatury Evropy, Paříž, Francie.
- Člen Akademie věd a vysokého školství Ukrajiny, Kyjev, Ukrajina.
- Člen mezinárodního klubu PEN Belgičan Francophone, Brusel Belgie.
- Čestný člen mezinárodní akademie „Mihai Eminescu, Rumunsko.
- Člen Unie spisovatelů Euro-Azia, Turecko.

## Mezinárodní ocenění

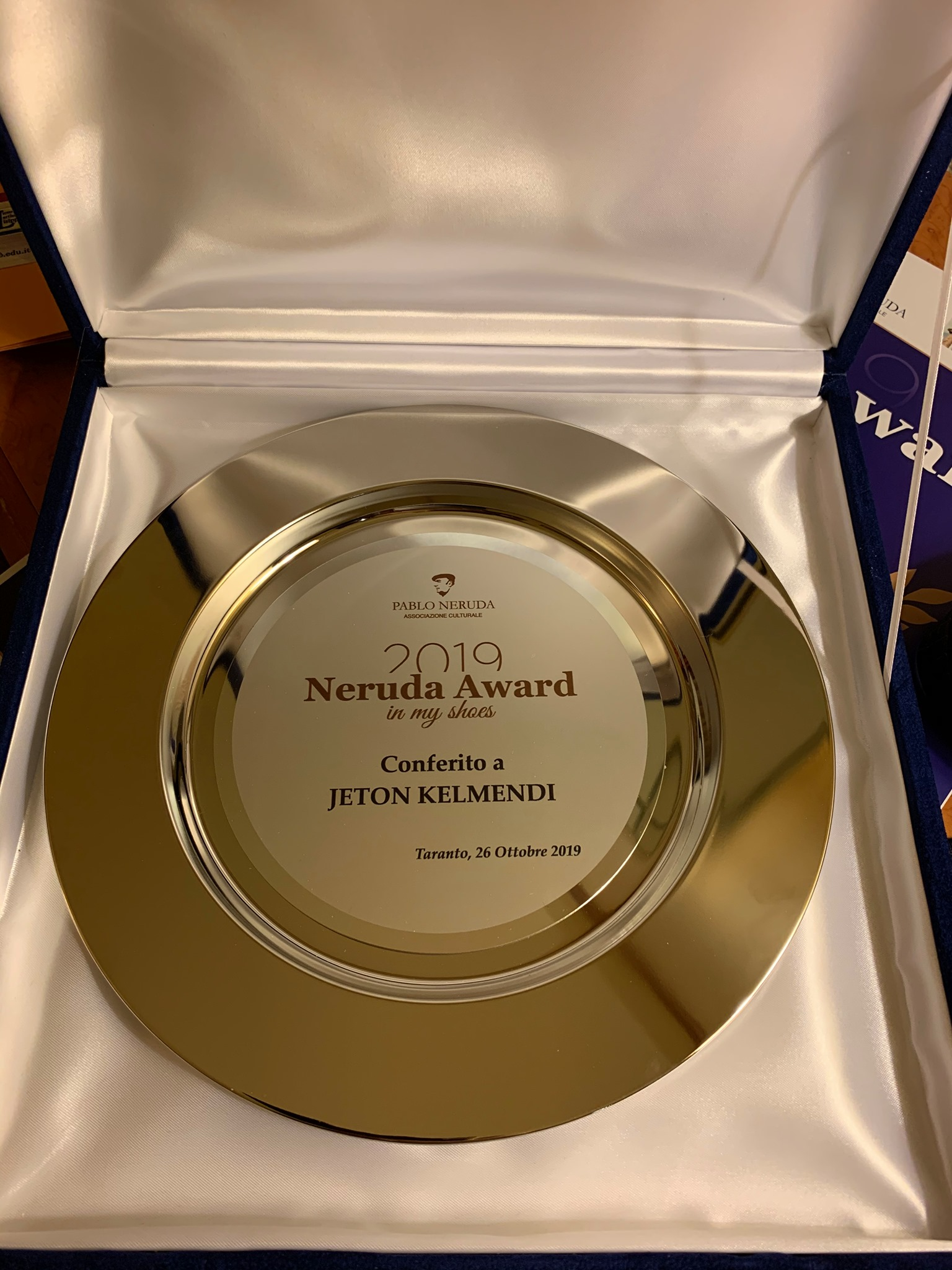
Cena Neruda

- Doctor Honoris Causa z Ústavu ukrajinských a kavkazských studií na Ukrajinské akademii věd 2012.
- Honoris Causa z Universidad Nacional Del Este, Praguay 2017.
- Prestižní mezinárodní cena Solenzara, Paříž, Francie 2010. [15]
- Mezinárodní cena Nikolaje Gogola, Ukrajina 2013.
- Mezinárodní cena Alexandra Velikého, Řecko, 2013
- Cena knihy National Poetry Mitingu, Gjakova, Kosovo, 2011.
- II. Mezinárodní cena Světová poezie mezinárodní cena v Sarajevu v Bosně a Hercegovině 2013.
- Překladatel roku 2013, v Číně 2013. [16]
- Mezinárodní cena Mather Teresa za humanii v poezii, Gjakova Kosovo. 2013
- Mezinárodní cena Ludwig Nobel klubu Udmurtian PEN, Udmurtu, Rusko 2014 [17]
- Mezinárodní cena Mihai Eminescu Rumunsko, 2016
- Mezinárodní cena Básník roku 2016, Nadace Sofly International literature 2017.
- Mezinárodní cena Světová ikona pro mír, od Světového institutu pro mír, Nigérie, 2017.
- Mezinárodní cena Světová literatura, v Kazachstánu, 2017.
- Velvyslanec míru při Světovém institutu míru. 2017.
- Mezinárodní cena Cena Akademie, Evropská akademie umění, věd a literatury, Paříž, 2018.
- Mezinárodní cena Matthewa Arnolda, Indie 2018.
- Mezinárodní cena Special Ganadores del concurso, Bolívie 2019.
- Doctor Honoris Causa z Univerzity Constandin Stere, Kišiněv, Moldavsko 2019.
- Mezinárodní cena Neruda, Taranto, Itálie 2019.
- Světové velké jméno v literatuře, Mongolsko, 2020.